# 达维德·科普日瓦
达维德·科普日瓦（捷克語：David Kopřiva，1979年10月18日—），生于布拉格，捷克男子赛艇运动员。他曾代表捷克参加2004年夏季奥林匹克运动会赛艇比赛，获得男子四人双桨银牌。